# Grand Prix w Piłce Siatkowej Kobiet 2010
Grand Prix w piłce siatkowej kobiet 2010 - siatkarski turniej rozegrany w dniach 6-29 sierpnia 2010 r. 
W Grand Prix brało udział 12 reprezentacji narodowych. Do turnieju finałowego awansowało 6 najlepszych drużyn. Turniej finałowy odbył się w chińskim Ningbo.

## Uczestnicy
| Ameryka Północna/Południowa                     | Azja                                    | Europa                        |
| ----------------------------------------------- | --------------------------------------- | ----------------------------- |
| Brazylia Dominikana Argentyna Stany Zjednoczone | Tajlandia Chińskie Tajpej Chiny Japonia | Holandia Niemcy Polska Włochy |

## Turnieje
| 6 - 9 sierpnia 2010                                |                                                  |                                             |
| Grupa A - São Paulo                                | Grupa B - Gdynia                                 | Grupa C - Chengdu                           |
| Brazylia · Włochy · Japonia · Chińskie Tajpej      | Polska · Niemcy · Stany Zjednoczone · Dominikana | Chiny · Holandia · Tajlandia · Argentyna    |
| 13 - 15 sierpnia 2010                              |                                                  |                                             |
| Grupa D - Bangkok                                  | Grupa E - Makau                                  | Grupa F - Okayama                           |
| Tajlandia · Włochy · Stany Zjednoczone · Argentyna | Chiny · Brazylia · Holandia · Dominikana         | Japonia · Polska · Niemcy · Chińskie Tajpej |
| 20 - 22 sierpnia 2010                              |                                                  |                                             |
| Grupa G - Hongkong                                 | Grupa H - Chińskie Tajpej                        | Grupa I - Tokio                             |
| Chiny · Stany Zjednoczone · Niemcy · Tajlandia     | Chińskie Tajpej · Brazylia · Polska · Argentyna  | Japonia · Włochy · Holandia · Dominikana    |

## Wyniki fazy eliminacyjnej

### I weekend

#### Grupa A
São Paulo
| Data | Drużyna 1       | Wynik | Drużyna 2       | 1     | 2     | 3     | 4     | 5 | * |
| ---- | --------------- | ----- | --------------- | ----- | ----- | ----- | ----- | - | - |
| 6.08 | Brazylia        | 3:0   | Chińskie Tajpej | 25:15 | 25:19 | 25:12 |       |   |   |
| 6.08 | Włochy          | 1:3   | Japonia         | 28:30 | 29:27 | 20:25 | 13:25 |   |   |
| 7.08 | Brazylia        | 3:0   | Japonia         | 25:20 | 25:19 | 25:20 |       |   |   |
| 7.08 | Chińskie Tajpej | 0:3   | Włochy          | 15:25 | 20:25 | 19:25 |       |   |   |
| 8.08 | Brazylia        | 1:3   | Włochy          | 22:25 | 21:25 | 25:18 | 19:25 |   |   |
| 8.08 | Japonia         | 3:0   | Chińskie Tajpej | 25:16 | 25:16 | 25:16 |       |   |   |

| Lp. | Drużyna         | Pkt | Mecze | Mecze   | Mecze   | Sety | Sety | Sety  | Małe punkty | Małe punkty | Małe punkty |
| Lp. | Drużyna         | Pkt | M     | W (3:2) | P (2:3) | wyg. | prz. | ratio | zdob.       | str.        | ratio       |
| --- | --------------- | --- | ----- | ------- | ------- | ---- | ---- | ----- | ----------- | ----------- | ----------- |
| 1   | Brazylia        | 6   | 3     | 2 (0)   | 1 (0)   | 7    | 3    | 2.333 | 237         | 198         | 1.197       |
| 2   | Japonia         | 6   | 3     | 2 (0)   | 1 (0)   | 6    | 4    | 1.500 | 241         | 213         | 1.131       |
| 3   | Włochy          | 6   | 3     | 2 (0)   | 1 (0)   | 7    | 4    | 1.750 | 258         | 248         | 1.040       |
| 4   | Chińskie Tajpej | 0   | 3     | 0 (0)   | 3 (0)   | 0    | 9    | 0.000 | 148         | 225         | 0.658       |

#### Grupa B
Gdynia
| Data | Drużyna 1         | Wynik | Drużyna 2         | 1     | 2     | 3     | 4     | 5     | * |
| ---- | ----------------- | ----- | ----------------- | ----- | ----- | ----- | ----- | ----- | - |
| 6.08 | Dominikana        | 1:3   | Stany Zjednoczone | 24:26 | 25:22 | 14:25 | 19:25 |       |   |
| 6.08 | Polska            | 3:1   | Niemcy            | 25:18 | 16:25 | 25:22 | 26:24 |       |   |
| 7.08 | Polska            | 3:0   | Dominikana        | 25:23 | 25:16 | 25:14 |       |       |   |
| 7.08 | Stany Zjednoczone | 1:3   | Niemcy            | 23:25 | 22:25 | 25:16 | 23:25 |       |   |
| 8.08 | Polska            | 3:1   | Stany Zjednoczone | 16:25 | 26:24 | 25:19 | 25:23 |       |   |
| 8.08 | Niemcy            | 2:3   | Dominikana        | 19:25 | 25:22 | 29:31 | 25:16 | 17:19 |   |

| Lp. | Drużyna           | Pkt | Mecze | Mecze   | Mecze   | Sety | Sety | Sety  | Małe punkty | Małe punkty | Małe punkty |
| Lp. | Drużyna           | Pkt | M     | W (3:2) | P (2:3) | wyg. | prz. | ratio | zdob.       | str.        | ratio       |
| --- | ----------------- | --- | ----- | ------- | ------- | ---- | ---- | ----- | ----------- | ----------- | ----------- |
| 1   | Polska            | 9   | 3     | 3 (0)   | 0 (0)   | 9    | 2    | 4.500 | 259         | 233         | 1.112       |
| 2   | Niemcy            | 4   | 3     | 1 (0)   | 2 (1)   | 6    | 7    | 0.857 | 295         | 298         | 0.990       |
| 3   | Stany Zjednoczone | 3   | 3     | 1 (0)   | 2 (0)   | 5    | 7    | 0.714 | 282         | 265         | 1.064       |
| 4   | Dominikana        | 2   | 3     | 1 (1)   | 2 (0)   | 4    | 8    | 0.500 | 248         | 288         | 0.861       |

#### Grupa C
Chengdu
| Data | Drużyna 1 | Wynik | Drużyna 2 | 1     | 2     | 3     | 4     | 5 | * |
| ---- | --------- | ----- | --------- | ----- | ----- | ----- | ----- | - | - |
| 6.08 | Holandia  | 3:0   | Tajlandia | 25:22 | 25:22 | 25:23 |       |   |   |
| 6.08 | Chiny     | 3:0   | Portoryko | 25:20 | 25:18 | 25:22 |       |   |   |
| 7.08 | Portoryko | 0:3   | Holandia  | 9:25  | 12:25 | 21:25 |       |   |   |
| 7.08 | Tajlandia | 0:3   | Chiny     | 16:25 | 16:25 | 22:25 |       |   |   |
| 8.08 | Chiny     | 3:1   | Holandia  | 19:25 | 25:20 | 25:15 | 25:21 |   |   |
| 8.08 | Tajlandia | 0:3   | Portoryko | 22:25 | 23:25 | 21:25 |       |   |   |

| Lp. | Drużyna   | Pkt | Mecze | Mecze   | Mecze   | Sety | Sety | Sety  | Małe punkty | Małe punkty | Małe punkty |
| Lp. | Drużyna   | Pkt | M     | W (3:2) | P (2:3) | wyg. | prz. | ratio | zdob.       | str.        | ratio       |
| --- | --------- | --- | ----- | ------- | ------- | ---- | ---- | ----- | ----------- | ----------- | ----------- |
| 1   | Chiny     | 9   | 3     | 3 (0)   | 0 (0)   | 9    | 1    | 9.000 | 244         | 195         | 1.251       |
| 2   | Holandia  | 6   | 3     | 2 (0)   | 1 (0)   | 7    | 3    | 2.333 | 231         | 203         | 1.138       |
| 3   | Portoryko | 3   | 3     | 1 (0)   | 2 (0)   | 3    | 6    | 0.500 | 177         | 216         | 0.819       |
| 4   | Tajlandia | 0   | 3     | 0 (0)   | 3 (0)   | 0    | 9    | 0.000 | 187         | 225         | 0.831       |

### II weekend

#### Grupa D
Bangkok
| Data  | Drużyna 1         | Wynik | Drużyna 2         | 1     | 2     | 3     | 4     | 5 | * |
| ----- | ----------------- | ----- | ----------------- | ----- | ----- | ----- | ----- | - | - |
| 13.08 | Stany Zjednoczone | 3:1   | Włochy            | 26:28 | 26:24 | 25:23 | 25:15 |   |   |
| 13.08 | Tajlandia         | 3:1   | Portoryko         | 23:25 | 25:17 | 25:23 | 25:19 |   |   |
| 14.08 | Portoryko         | 0:3   | Włochy            | 12:25 | 17:25 | 18:25 |       |   |   |
| 14.08 | Stany Zjednoczone | 3:0   | Tajlandia         | 25:18 | 25:21 | 25:13 |       |   |   |
| 15.08 | Portoryko         | 1:3   | Stany Zjednoczone | 25:21 | 22:25 | 12:25 | 15:25 |   |   |
| 15.08 | Włochy            | 3:1   | Tajlandia         | 21:25 | 25:23 | 25:21 | 25:20 |   |   |

| Lp. | Drużyna           | Pkt | Mecze | Mecze   | Mecze   | Sety | Sety | Sety  | Małe punkty | Małe punkty | Małe punkty |
| Lp. | Drużyna           | Pkt | M     | W (3:2) | P (2:3) | wyg. | prz. | ratio | zdob.       | str.        | ratio       |
| --- | ----------------- | --- | ----- | ------- | ------- | ---- | ---- | ----- | ----------- | ----------- | ----------- |
| 1   | Stany Zjednoczone | 9   | 3     | 3 (0)   | 0 (0)   | 9    | 2    | 4.500 | 273         | 216         | 1.264       |
| 2   | Włochy            | 6   | 3     | 2 (0)   | 1 (0)   | 7    | 4    | 1.750 | 261         | 238         | 1.097       |
| 3   | Tajlandia         | 3   | 3     | 1 (0)   | 2 (0)   | 4    | 7    | 0.571 | 239         | 255         | 0.937       |
| 4   | Portoryko         | 0   | 3     | 0 (0)   | 3 (0)   | 2    | 9    | 0.222 | 205         | 269         | 0.762       |

#### Grupa E
Makau
| Data  | Drużyna 1 | Wynik | Drużyna 2  | 1     | 2     | 3     | 4     | 5    | * |
| ----- | --------- | ----- | ---------- | ----- | ----- | ----- | ----- | ---- | - |
| 13.08 | Brazylia  | 3:0   | Dominikana | 25:14 | 25:18 | 25:14 |       |      |   |
| 13.08 | Chiny     | 3:0   | Holandia   | 25:16 | 25:19 | 25:16 |       |      |   |
| 14.08 | Brazylia  | 3:1   | Holandia   | 25:21 | 21:25 | 25:15 | 26:24 |      |   |
| 14.08 | Chiny     | 2:3   | Dominikana | 20:25 | 25:20 | 25:21 | 22:25 | 9:15 |   |
| 16.08 | Holandia  | 3:2   | Dominikana | 25:23 | 25:20 | 17:25 | 23:25 | 15:7 |   |
| 16.08 | Chiny     | 0:3   | Brazylia   | 12:25 | 19:25 | 19:25 |       |      |   |

| Lp. | Drużyna    | Pkt | Mecze | Mecze   | Mecze   | Sety | Sety | Sety  | Małe punkty | Małe punkty | Małe punkty |
| Lp. | Drużyna    | Pkt | M     | W (3:2) | P (2:3) | wyg. | prz. | ratio | zdob.       | str.        | ratio       |
| --- | ---------- | --- | ----- | ------- | ------- | ---- | ---- | ----- | ----------- | ----------- | ----------- |
| 1   | Brazylia   | 9   | 3     | 3 (0)   | 0 (0)   | 9    | 1    | 9.000 | 247         | 181         | 1.365       |
| 2   | Chiny      | 4   | 3     | 1 (0)   | 2 (1)   | 5    | 6    | 0.833 | 226         | 232         | 0.974       |
| 3   | Dominikana | 3   | 3     | 1 (1)   | 2 (1)   | 5    | 8    | 0.625 | 252         | 281         | 0.897       |
| 4   | Holandia   | 2   | 3     | 1 (1)   | 2 (0)   | 4    | 8    | 0.500 | 241         | 272         | 0.886       |

#### Grupa F
Okayama
| Data  | Drużyna 1       | Wynik | Drużyna 2       | 1     | 2     | 3     | 4     | 5 | * |
| ----- | --------------- | ----- | --------------- | ----- | ----- | ----- | ----- | - | - |
| 13.08 | Chińskie Tajpej | 0:3   | Polska          | 16:25 | 19:25 | 15:25 |       |   |   |
| 13.08 | Japonia         | 3:1   | Niemcy          | 26:28 | 25:17 | 25:20 | 25:11 |   |   |
| 14.08 | Niemcy          | 3:0   | Chińskie Tajpej | 25:19 | 25:14 | 25:19 |       |   |   |
| 14.08 | Japonia         | 3:1   | Polska          | 25:19 | 25:21 | 19:25 | 25:16 |   |   |
| 15.08 | Niemcy          | 1:3   | Polska          | 23:25 | 23:25 | 31:29 | 20:25 |   |   |
| 15.08 | Japonia         | 3:0   | Chińskie Tajpej | 28:26 | 25:15 | 25:11 |       |   |   |

| Lp. | Drużyna         | Pkt | Mecze | Mecze   | Mecze   | Sety | Sety | Sety  | Małe punkty | Małe punkty | Małe punkty |
| Lp. | Drużyna         | Pkt | M     | W (3:2) | P (2:3) | wyg. | prz. | ratio | zdob.       | str.        | ratio       |
| --- | --------------- | --- | ----- | ------- | ------- | ---- | ---- | ----- | ----------- | ----------- | ----------- |
| 1   | Japonia         | 9   | 3     | 3 (0)   | 0 (0)   | 9    | 2    | 4.500 | 273         | 209         | 1.306       |
| 2   | Polska          | 6   | 3     | 2 (0)   | 1 (0)   | 7    | 4    | 1.750 | 260         | 241         | 1.079       |
| 3   | Niemcy          | 3   | 3     | 1 (0)   | 2 (0)   | 5    | 6    | 0.833 | 248         | 257         | 0.965       |
| 4   | Chińskie Tajpej | 0   | 3     | 0 (0)   | 3 (0)   | 0    | 9    | 0.000 | 154         | 228         | 0.675       |

### III weekend

#### Grupa G
Hongkong
| Data  | Drużyna 1 | Wynik | Drużyna 2         | 1     | 2     | 3     | 4     | 5 | * |
| ----- | --------- | ----- | ----------------- | ----- | ----- | ----- | ----- | - | - |
| 20.08 | Niemcy    | 0:3   | Stany Zjednoczone | 15:25 | 18:25 | 13:25 |       |   |   |
| 20.08 | Chiny     | 3:1   | Tajlandia         | 16:25 | 27:25 | 25:23 | 25:15 |   |   |
| 21.08 | Tajlandia | 0:3   | Stany Zjednoczone | 16:25 | 16:25 | 16:25 |       |   |   |
| 21.08 | Chiny     | 3:0   | Niemcy            | 25:14 | 25:19 | 28:26 |       |   |   |
| 22.08 | Niemcy    | 1:3   | Tajlandia         | 25:20 | 16:25 | 16:25 | 22:25 |   |   |
| 22.08 | Chiny     | 1:3   | Stany Zjednoczone | 20:25 | 10:25 | 25:22 | 22:25 |   |   |

| Lp. | Drużyna           | Pkt | Mecze | Mecze   | Mecze   | Sety | Sety | Sety  | Małe punkty | Małe punkty | Małe punkty |
| Lp. | Drużyna           | Pkt | M     | W (3:2) | P (2:3) | wyg. | prz. | ratio | zdob.       | str.        | ratio       |
| --- | ----------------- | --- | ----- | ------- | ------- | ---- | ---- | ----- | ----------- | ----------- | ----------- |
| 1   | Stany Zjednoczone | 9   | 3     | 3 (0)   | 0 (0)   | 9    | 1    | 9.000 | 247         | 171         | 1.444       |
| 2   | Chiny             | 6   | 3     | 2 (0)   | 1 (0)   | 7    | 4    | 1.750 | 248         | 244         | 1.016       |
| 3   | Tajlandia         | 3   | 3     | 1 (0)   | 2 (0)   | 4    | 7    | 0.571 | 231         | 247         | 0.935       |
| 4   | Niemcy            | 0   | 3     | 0 (0)   | 3 (0)   | 1    | 9    | 0.111 | 184         | 248         | 0.742       |

#### Grupa H
Chińskie Tajpej
| Data  | Drużyna 1       | Wynik | Drużyna 2       | 1     | 2     | 3     | 4     | 5     | * |
| ----- | --------------- | ----- | --------------- | ----- | ----- | ----- | ----- | ----- | - |
| 20.08 | Brazylia        | 3:0   | Portoryko       | 25:18 | 25:13 | 25:20 |       |       |   |
| 20.08 | Polska          | 3:0   | Chińskie Tajpej | 25:19 | 25:18 | 25:9  |       |       |   |
| 21.08 | Portoryko       | 0:3   | Polska          | 20:25 | 20:25 | 14:25 |       |       |   |
| 21.08 | Chińskie Tajpej | 0:3   | Brazylia        | 15:25 | 17:25 | 16:25 |       |       |   |
| 22.08 | Brazylia        | 3:0   | Polska          | 25:16 | 27:25 | 25:16 |       |       |   |
| 22.08 | Chińskie Tajpej | 3:2   | Portoryko       | 27:29 | 25:21 | 18:25 | 25:23 | 17:15 |   |

| Lp. | Drużyna         | Pkt | Mecze | Mecze   | Mecze   | Sety | Sety | Sety  | Małe punkty | Małe punkty | Małe punkty |
| Lp. | Drużyna         | Pkt | M     | W (3:2) | P (2:3) | wyg. | prz. | ratio | zdob.       | str.        | ratio       |
| --- | --------------- | --- | ----- | ------- | ------- | ---- | ---- | ----- | ----------- | ----------- | ----------- |
| 1   | Brazylia        | 9   | 3     | 3 (0)   | 0 (0)   | 9    | 0    | MAX   | 227         | 156         | 1.455       |
| 2   | Polska          | 6   | 3     | 2 (0)   | 1 (0)   | 6    | 3    | 2.000 | 207         | 177         | 1.169       |
| 3   | Chińskie Tajpej | 2   | 3     | 1 (1)   | 2 (0)   | 3    | 8    | 0.375 | 206         | 263         | 0.783       |
| 4   | Portoryko       | 1   | 3     | 0 (0)   | 3 (1)   | 2    | 9    | 0.222 | 218         | 262         | 0.832       |

#### Grupa I
Tokio
| Data  | Drużyna 1  | Wynik | Drużyna 2  | 1     | 2     | 3     | 4     | 5     | * |
| ----- | ---------- | ----- | ---------- | ----- | ----- | ----- | ----- | ----- | - |
| 20.08 | Włochy     | 3:0   | Holandia   | 29:27 | 25:16 | 25:15 |       |       |   |
| 20.08 | Japonia    | 3:1   | Dominikana | 25:15 | 23:25 | 31:29 | 25:20 |       |   |
| 21.08 | Dominikana | 0:3   | Holandia   | 19:25 | 22:25 | 20:25 |       |       |   |
| 21.08 | Japonia    | 1:3   | Włochy     | 23:25 | 25:27 | 25:21 | 23:25 |       |   |
| 22.08 | Dominikana | 3:2   | Włochy     | 23:25 | 32:30 | 25:22 | 22:25 | 15:13 |   |
| 22.08 | Japonia    | 2:3   | Holandia   | 19:25 | 25:22 | 36:38 | 25:16 | 11:15 |   |

| Lp. | Drużyna    | Pkt | Mecze | Mecze   | Mecze   | Sety | Sety | Sety  | Małe punkty | Małe punkty | Małe punkty |
| Lp. | Drużyna    | Pkt | M     | W (3:2) | P (2:3) | wyg. | prz. | ratio | zdob.       | str.        | ratio       |
| --- | ---------- | --- | ----- | ------- | ------- | ---- | ---- | ----- | ----------- | ----------- | ----------- |
| 1   | Włochy     | 7   | 3     | 2 (0)   | 1 (1)   | 8    | 4    | 2.000 | 292         | 271         | 1.077       |
| 2   | Holandia   | 5   | 3     | 2 (1)   | 1 (0)   | 6    | 5    | 1.200 | 249         | 256         | 0.973       |
| 3   | Japonia    | 4   | 3     | 1 (0)   | 2 (1)   | 6    | 7    | 0.857 | 316         | 303         | 1.043       |
| 4   | Dominikana | 2   | 3     | 1 (1)   | 2 (0)   | 4    | 8    | 0.500 | 267         | 294         | 0.908       |

### Tabela fazy eliminacyjnej
| Lp. | Drużyna           | Pkt | Mecze | Mecze   | Mecze   | Sety | Sety | Sety  | Małe punkty | Małe punkty | Małe punkty |
| Lp. | Drużyna           | Pkt | M     | W (3:2) | P (2:3) | wyg. | prz. | ratio | zdob.       | str.        | ratio       |
| --- | ----------------- | --- | ----- | ------- | ------- | ---- | ---- | ----- | ----------- | ----------- | ----------- |
| 1   | Brazylia          | 24  | 9     | 8 (0)   | 1 (0)   | 25   | 4    | 6.250 | 711         | 535         | 1.329       |
| 2   | Stany Zjednoczone | 21  | 9     | 7 (0)   | 2 (0)   | 23   | 10   | 2.300 | 802         | 652         | 1.230       |
| 3   | Polska            | 21  | 9     | 7 (0)   | 2 (0)   | 22   | 9    | 2.444 | 726         | 651         | 1.115       |
| 4   | Japonia           | 19  | 9     | 6 (0)   | 3 (1)   | 21   | 13   | 1.615 | 830         | 725         | 1.145       |
| 5   | Włochy            | 19  | 9     | 6 (0)   | 3 (1)   | 22   | 12   | 1.833 | 811         | 757         | 1.071       |
| 6   | Chiny             | 19  | 9     | 6 (0)   | 3 (1)   | 21   | 11   | 1.909 | 718         | 671         | 1.070       |
| 7   | Holandia          | 13  | 9     | 5 (2)   | 4 (0)   | 17   | 16   | 1.063 | 721         | 731         | 0.986       |
| 8   | Dominikana        | 7   | 9     | 3 (3)   | 6 (1)   | 13   | 24   | 0.542 | 767         | 863         | 0.889       |
| 9   | Niemcy            | 7   | 9     | 2 (0)   | 7 (1)   | 12   | 22   | 0.545 | 727         | 803         | 0.905       |
| 10  | Tajlandia         | 6   | 9     | 2 (0)   | 7 (0)   | 8    | 23   | 0.348 | 657         | 727         | 0.904       |
| 11  | Portoryko         | 4   | 9     | 1 (0)   | 8 (1)   | 7    | 24   | 0.292 | 600         | 747         | 0.803       |
| 12  | Chińskie Tajpej   | 2   | 9     | 1 (1)   | 8 (0)   | 3    | 26   | 0.115 | 508         | 716         | 0.709       |

Źródło: fivb.org
Punktacja: 3:0 i 3:1 – 3 pkt; 3:2 – 2 pkt; 2:3 – 1 pkt; 1:3 i 0:3 – 0 pkt
Zasady ustalania kolejności: 1. liczba punktów; 2. liczba zwycięstw; 3. stosunek setów; 4. stosunek małych punktów
     awans do turnieju finałowego

### Nagrody indywidualne fazy eliminacyjnej
| Najlepsza punktująca | Najlepsza atakująca | Najlepsza blokująca | Najlepsza zagrywająca | Najlepsza przyjmująca | Najlepsza libero | Najlepsza rozgrywająca |
| -------------------- | ------------------- | ------------------- | --------------------- | --------------------- | ---------------- | ---------------------- |
| Saori Kimura         | Ma Yunwen           | Kaori Inoue         | Manon Flier           | Francesca Piccinini   | Yang Meng-hua    | Alisha Glass           |

## Turniej finałowy
Mecze finałowe zostaną rozegrane w Ningbo w Chinach, w dniach  25 - 29 sierpnia 2010. 

### Terminarz i wyniki
| Data  | Drużyna 1         | Wynik | Drużyna 2         | 1 | 2 | 3 | 4 | 5 | * |
| ----- | ----------------- | ----- | ----------------- | - | - | - | - | - | - |
| 25.08 | Stany Zjednoczone | 3:2   | Polska            |   |   |   |   |   |   |
| 25.08 | Brazylia          | 2:3   | Japonia           |   |   |   |   |   |   |
| 25.08 | Chiny             | 0:3   | Włochy            |   |   |   |   |   |   |
| 26.08 | Stany Zjednoczone | 3:0   | Włochy            |   |   |   |   |   |   |
| 26.08 | Polska            | 1:3   | Brazylia          |   |   |   |   |   |   |
| 26.08 | Chiny             | 3:1   | Japonia           |   |   |   |   |   |   |
| 27.08 | Japonia           | 3:2   | Włochy            |   |   |   |   |   |   |
| 27.08 | Brazylia          | 2:3   | Stany Zjednoczone |   |   |   |   |   |   |
| 27.08 | Chiny             | 3:0   | Polska            |   |   |   |   |   |   |
| 28.08 | Polska            | 3:1   | Japonia           |   |   |   |   |   |   |
| 28.08 | Brazylia          | 3:0   | Włochy            |   |   |   |   |   |   |
| 28.08 | Chiny             | 0:3   | Stany Zjednoczone |   |   |   |   |   |   |
| 29.08 | Japonia           | 0:3   | Stany Zjednoczone |   |   |   |   |   |   |
| 29.08 | Włochy            | 3:1   | Polska            |   |   |   |   |   |   |
| 29.08 | Chiny             | 0:3   | Brazylia          |   |   |   |   |   |   |

### Tabela turnieju finałowego
| Lp. | Drużyna           | Pkt | Mecze | Mecze   | Mecze   | Sety | Sety | Sety  | Małe punkty | Małe punkty | Małe punkty |
| Lp. | Drużyna           | Pkt | M     | W (3:2) | P (2:3) | wyg. | prz. | ratio | zdob.       | str.        | ratio       |
| --- | ----------------- | --- | ----- | ------- | ------- | ---- | ---- | ----- | ----------- | ----------- | ----------- |
| 1   | Stany Zjednoczone | 13  | 5     | 5 (2)   | 0 (0)   | 15   | 4    | 3.750 | 436         | 409         | 1.066       |
| 2   | Brazylia          | 11  | 5     | 3 (0)   | 2 (2)   | 13   | 7    | 1.857 | 391         | 335         | 1.167       |
| 3   | Włochy            | 7   | 5     | 2 (0)   | 3 (1)   | 8    | 10   | 0.800 | 379         | 403         | 0.940       |
| 4   | Chiny             | 6   | 5     | 2 (0)   | 3 (0)   | 6    | 10   | 0.600 | 302         | 298         | 1.013       |
| 5   | Japonia           | 4   | 5     | 2 (2)   | 3 (0)   | 8    | 13   | 0.615 | 455         | 484         | 0.940       |
| 6   | Polska            | 4   | 5     | 1 (0)   | 4 (1)   | 7    | 13   | 0.538 | 421         | 455         | 0.925       |

Źródło: the-sports.org
Punktacja: 3:0 i 3:1 – 3 pkt; 3:2 – 2 pkt; 2:3 – 1 pkt; 1:3 i 0:3 – 0 pkt
Zasady ustalania kolejności: 1. liczba punktów; 2. liczba zwycięstw; 3. stosunek setów; 4. stosunek małych punktów

### Nagrody indywidualne
| Najlepsza zawodniczka(MVP) | Najlepsza punktująca | Najlepsza atakująca | Najlepsza blokująca | Najlepsza zagrywająca | Najlepsza libero | Najlepsza rozgrywająca |
| -------------------------- | -------------------- | ------------------- | ------------------- | --------------------- | ---------------- | ---------------------- |
| Foluke Akinradewo          | Saori Kimura         | Jaqueline Carvalho  | Foluke Akinradewo   | Wang Yimei            | Zhang Xian       | Alisha Glass           |

## Klasyfikacja końcowa
| Miejsce | Reprezentacja     |
| ------- | ----------------- |
| złoto   | Stany Zjednoczone |
| srebro  | Brazylia          |
| brąz    | Włochy            |
| 4       | Chiny             |
| 5       | Japonia           |
| 6       | Polska            |
| 7       | Holandia          |
| 8       | Dominikana        |
| 9       | Niemcy            |
| 10      | Tajlandia         |
| 11      | Portoryko         |
| 12      | Chińskie Tajpej   |